# جسم عظم الكعبرة
جسم عظم الكعبرة (بالإنجليزية: Body of radius)‏ أو جذع عظم الكعبرة (بالإنجليزية: shaft of radius)‏ شكله شبه منشوري، أضيق من أعلى عن الأسفل و مقوس قليلاً بحيث يكون محدباً من الجهة الوحشية. وله ثلاث حواف و ثلاثة أسطح.

## الحواف

### الحافة الراحيّة الأمامية
الحافة الراحية للكعبرة (بالإنجليزية: volar border)‏ (باللاتينية: margo volaris radii) أو الحافة الأمامية (بالإنجليزية: anterior border)‏ تمتد من أعلى بداية من الجزء السفلي للأحدوبة الكعبرية ، نزولاً إلى الناحية الوحشية لقاعدة الزائدة الإبرية للكعبرة ، وتفصل بين السطح الراحيّ الأمامي و السطح الوحشي الخارجي.
- الثلث الأعلى من الحافة الراحية للكعبرة بارز واسمه الخط المائل الكعبري (بالإنجليزية: oblique line of the radius)‏ لأنه يجري بميلان ، وعليها تنشأ العضلة المثنية السطحية للأصابع و العضلة المثنية الطويلة لإبهام اليد. المساحة أعلى هذا الخط يرتكز فيها العضلة الاستلقائية .
- الثلث الأوسط من الحافة مستديرة و غير واضحة.
- الربع الأسفل من الحافة بارز ، وترتكز فيه العضلة الكابة المربعة كما يتصل عليها الرباط الظهراني الرسغي (أو، قيد باسطات اليد).
- تنتهى الحافة عند نتوء صغيرترتكز فيه العضلة العضدية الكعبرية.

### الحافة الظهرية الخلفية

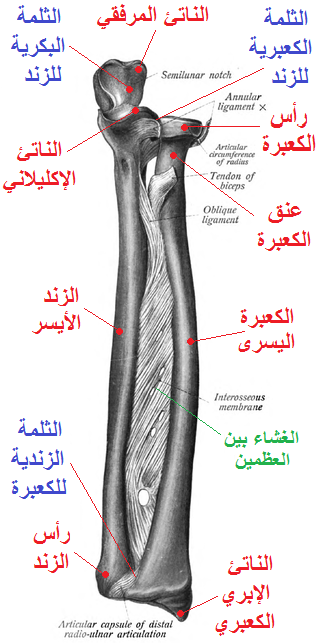
الكعبرة اليسرى ، ويمكن رؤية الغشاء بين العظمين.

الحافة الظهرية للكعبرة (بالإنجليزية: dorsal border)‏ (باللاتينية: margo dorsalis radii) أو الحافة الخلفية (بالإنجليزية: posterior border)‏ بدايتها العلوية من خلف عنق عظم الكعبرة ، ونهايتها السفلية في الجزء الخلفى لقاعدة الزائدة الإبرية للكعبرة . وتفصل الحافة بين السطح الوحشي الخارجي و السطح الظهري الخلفي لعظم الكعبرة.
- الجزء العلوي والسفلى من الحافة غير محدد المعالم.
- الثلث الأوسط من الحافة واضح ومحدد المعالم.

### الحافة الكعبرية بين العظام
الحافة الكعبرية بين العظام (بالإنجليزية: interosseous border of radius)‏ أو القمّة الكعبرية بين العظام (بالإنجليزية: interosseous crest of radius)‏ (باللاتينية: crista interossea) أو الحافة الخارجية (بالإنجليزية: internal border)‏ تفصل بين السطح الراحيّ الأمامي و السطح الظهري الخلفي ، ويرتبط عليها الغشاء بين العظمين (بالإنجليزية: Interosseous membrane)‏ الذي هو غشاء ليفي ضام يصل الزَّنْد بالكُعْبُرة وهو شبه مفصل ترتبط فيه العظام ونحوها ويُعرف باسم : المُرْتَبَط الكُعْبُرِيّ الزَّنْدِيّ (بالإنكليزية: Syndesmosis) - انظر الصورة.
- يبدأ الجزء العلوي من الحافة من الجزء الخلفي للأحدوبة الكعبرية ، و هذا الجزء مستدير غير محدد المعالم ، ويصبح واضحاً حاداً وأكثر بروزا كلما نزل إلى الأسفل.
- الجزء السفلي ينقسم إلى حافتين ناتئتين تنفرجان نزولاً وتمتدان حتى الحواف الأمامية والخلفية للثلمة الزندية للكعبرة . يتصل على الجزء الخلفى للحافتين الجزء الأسفل من الغشاء بين العظمين وتحصر الحافتان بينهما مساحة مثلثة الشكل يرتكز فيها جزء من العضلة الكابّة المربعة.

## الأسطح

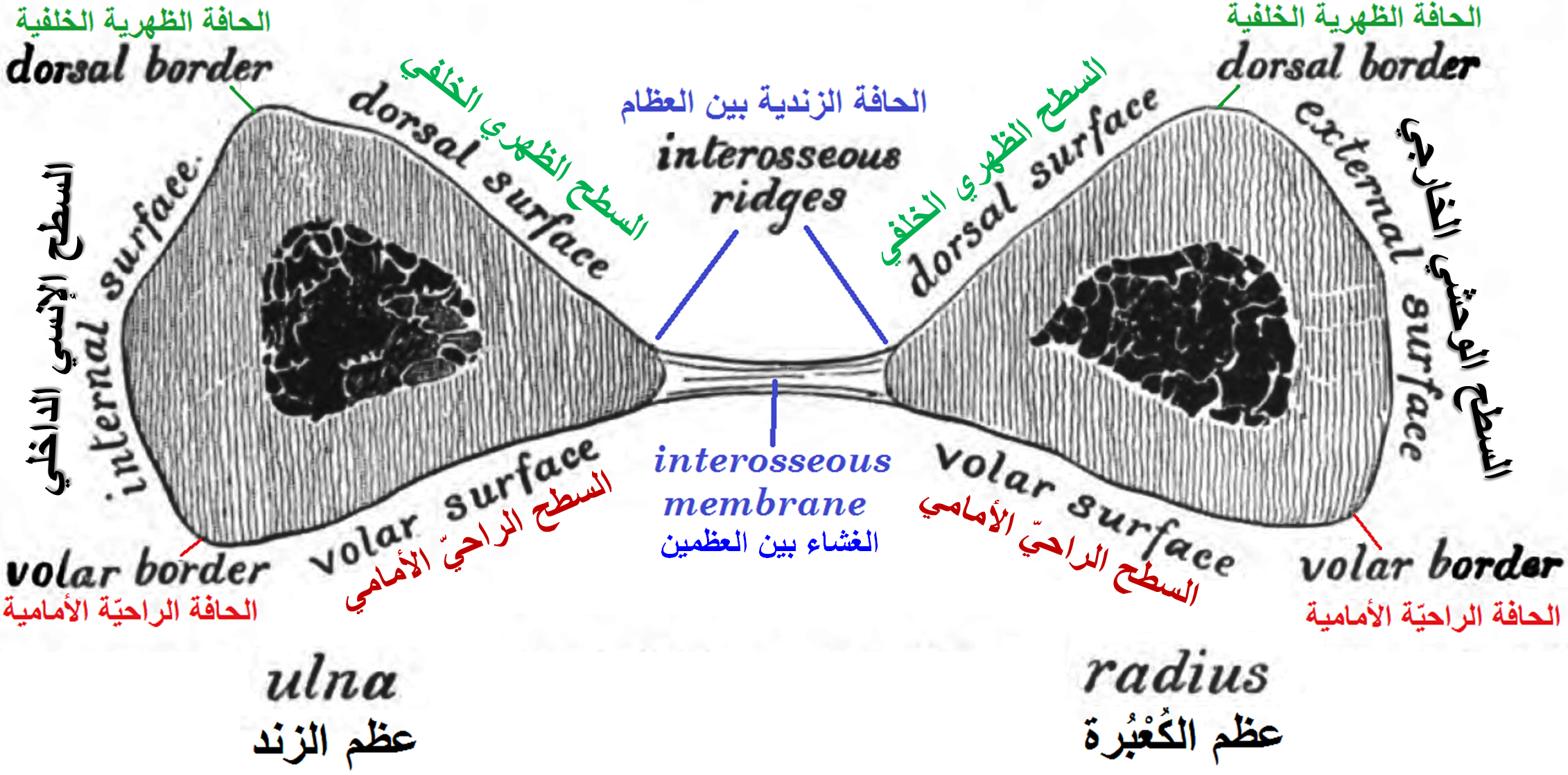
قطاع مستعرض لعظمتي الزند والكعبرة يبين الحواف والأسطح.

### السطح الراحيّ الأمامي
السطح الراحيّ (بالإنجليزية: volar surface)‏ (باللاتينية: facies volaris) أو السطح الأمامي (بالإنجليزية: anterior surface)‏.
- الثلاث أرباع العلوية من السطح شكلها مقعّر وتنشأ منها العضلة المثنية الطويلة لإبهام اليد.
- الربع الأسفل من السطح عريض ومفلطح وترتكز فيه العضلة الكابة المربعة. هناك حافة بارزة تحدد ارتكاز العضلة الكابة المربعة من أسفل ، وبينها وبين الحافة السفلى يوجد سطح خشن مثلث الشكل يتصل عليه الرباط الكعبري الرسغي الراحي .
- عند التقاء الثلث الأعلى من السطح الراحيّ الأمامي و الثلث الأوسط منه ، يقع النفق المغذي للعظم ، متجها بميل إلى الأعلى.

### السطح الظهري الخلفي
السطح الظهري (بالإنجليزية:  dorsal surface)‏ (باللاتينية: facies dorsalis) أو السطح الخلفي (بالإنجليزية: posterior surface)‏ .
- الثلث الأعلى منه شكله محدّب و ناعم أملس ومُغطىً بالعضلة الاستلقائية.
- الثلث الأوسط عريض ومقعّر قليلاً وتنشأ من أعلاه العضلة طويلة مبعدة لإبهام اليد كما تنشأ من أسفله العضلة قصيرة باسطة لإبهام اليد.
- الثلث الأسفل عريض ومحدّب ومُغطىً بأوتار العضلات التي تمر داخل الأثلام (الأخاديد) على الجزء الأسفل من العظم.

### السطح الوحشي الخارجي
السطح الوحشي (بالإنجليزية: medial surface)‏ (باللاتينية: facies lateralis) أو السطح الخارجي (بالإنجليزية:  external surface)‏ محدب على طول امتداده.
- الثلث الأعلى من السطح ترتكز فيه العضلة الاستلقائية.
- عند المنتصف تقريبا يوجد حافة خشنة ترتكز فيه العضلة الكابة المربعة.
- الجزء الأسفل ضيق ومُغطىً بأوتار العضلة الطويلة المبعدة لإبهام اليد و العضلة القصيرة الباسطة لإبهام اليد.

## صور اضافية

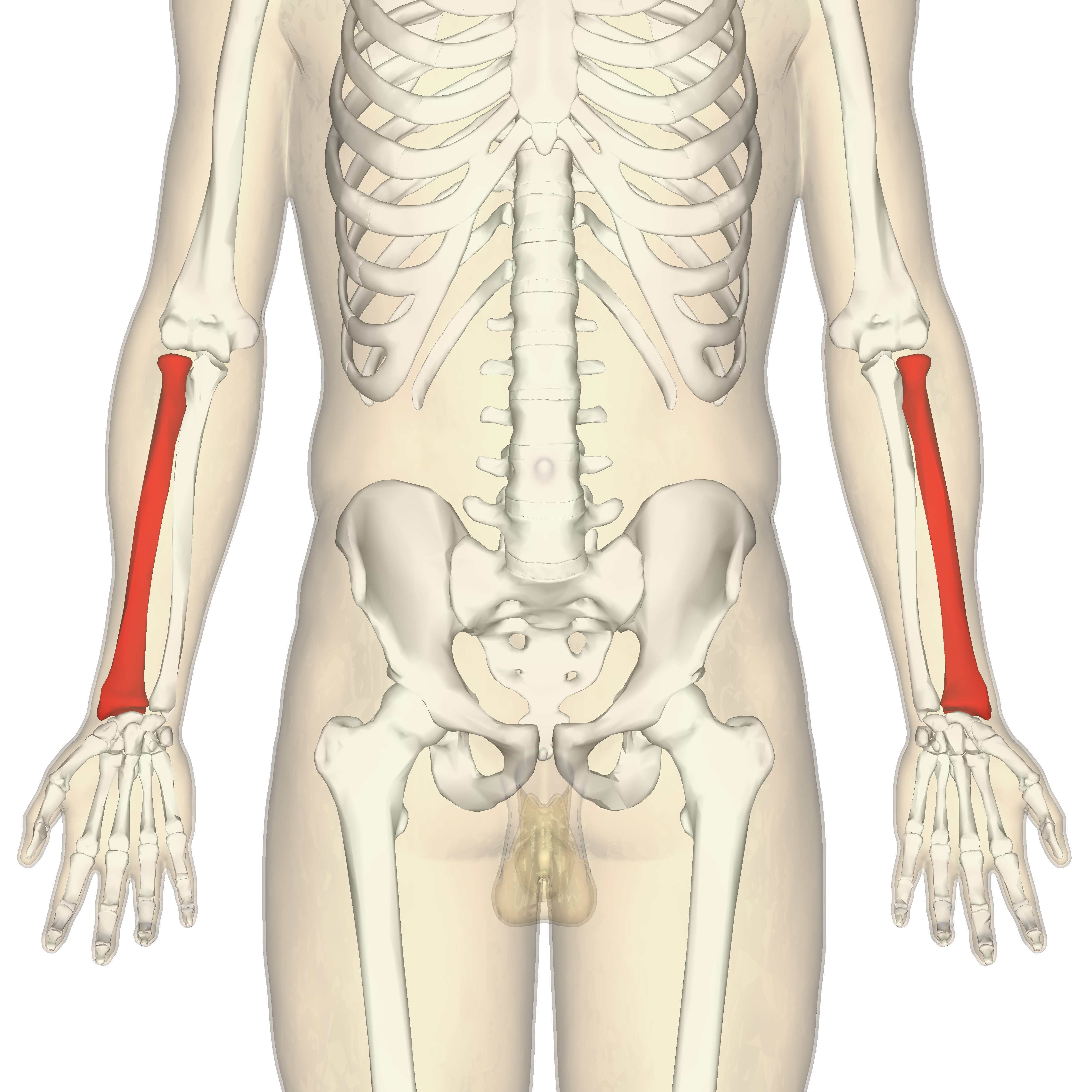
عظم الكعبرة مبين باللون الأحمر.
عظم الكعبرة مبين باللون الأحمر.
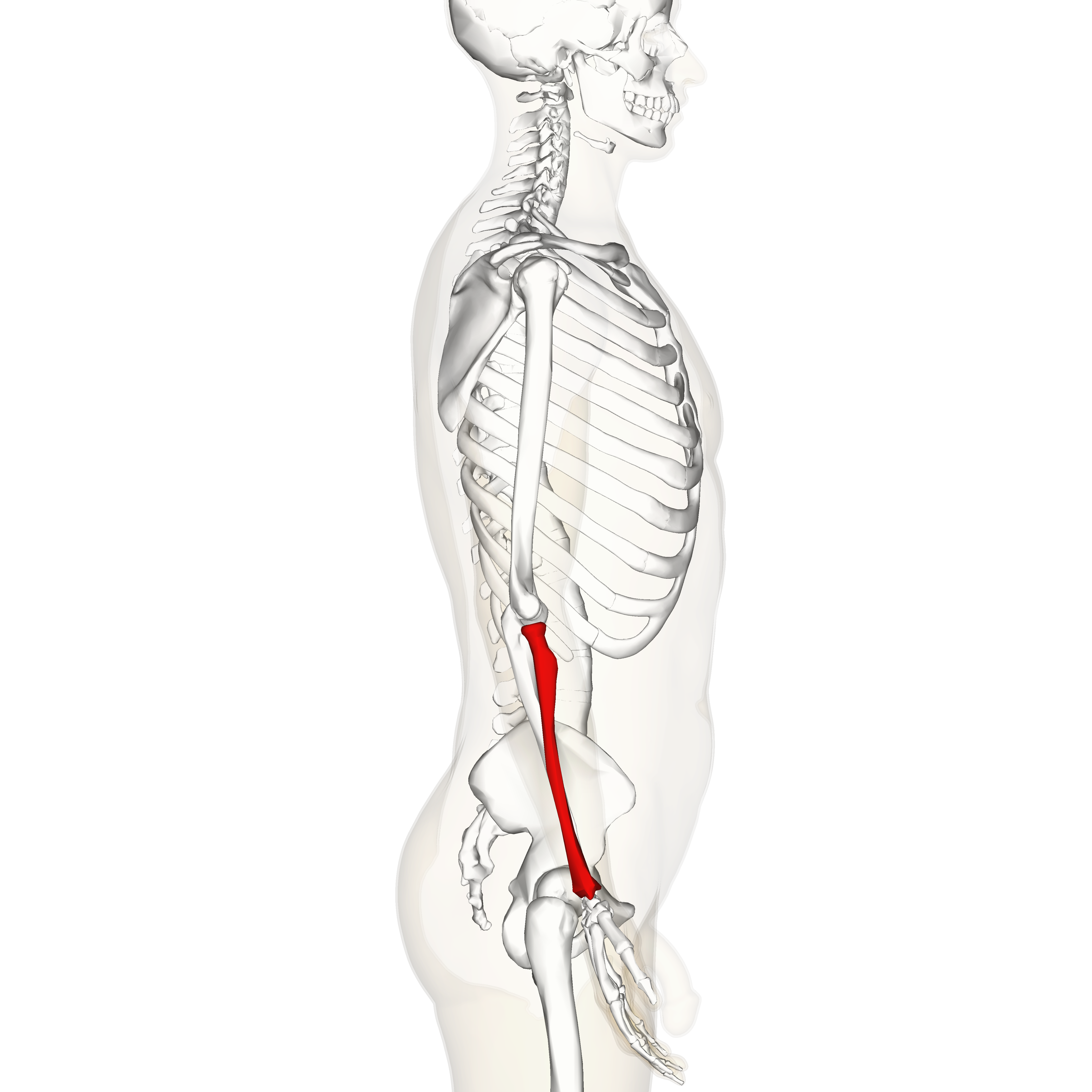
عظم الكعبرة مبين باللون الأحمر.
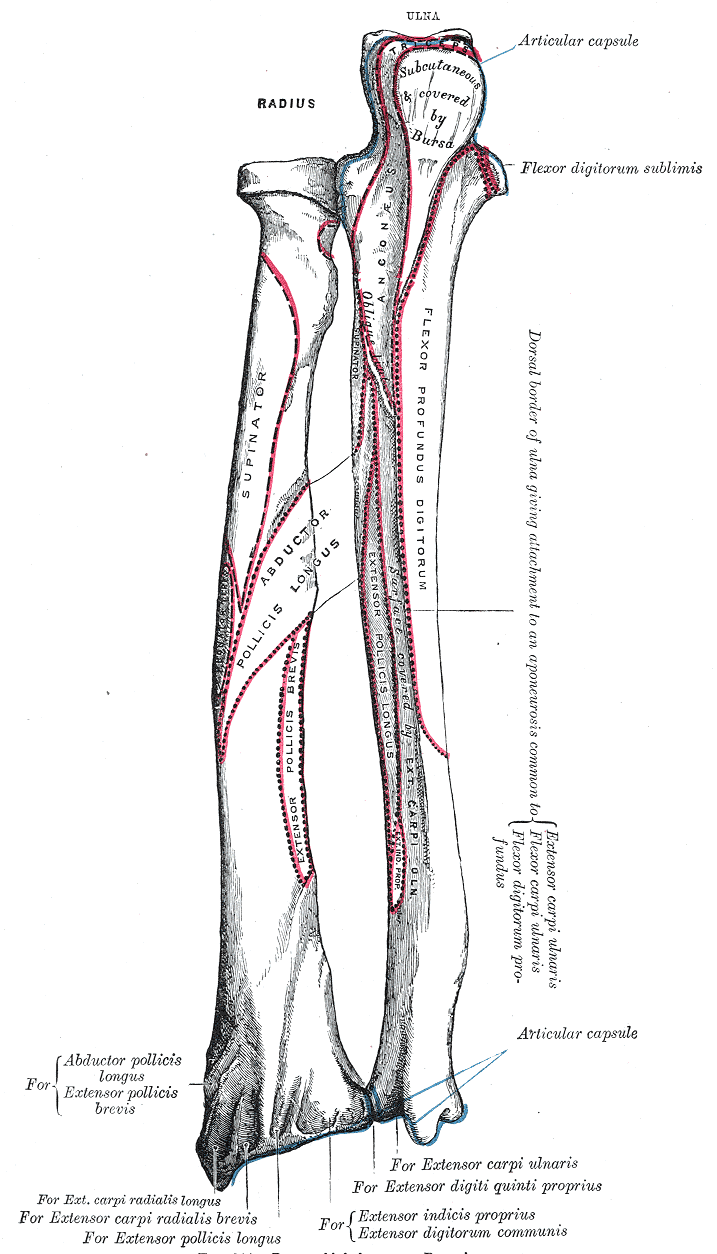
عظام الساعد الأيسر من الخلف.
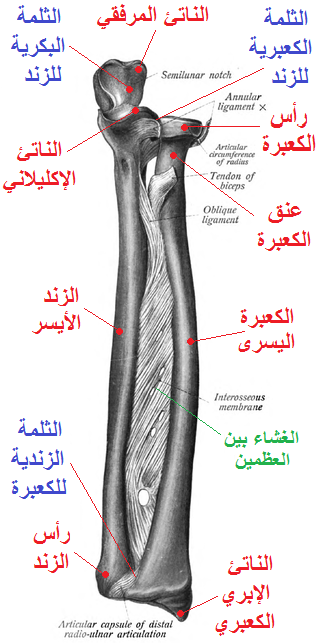
الكعبرة اليسرى.
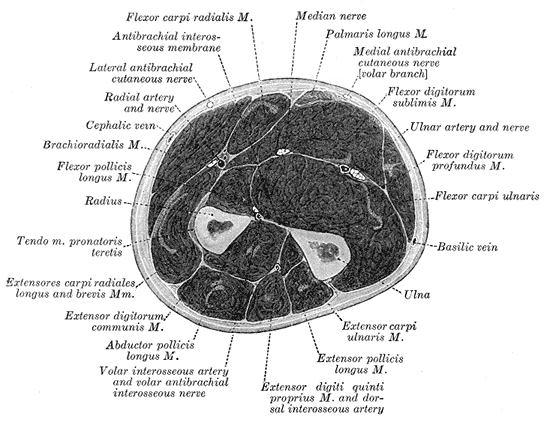
مقطع مستعرض في الساعد يظهر فيه عظم الكعبرة وعظم الزند.
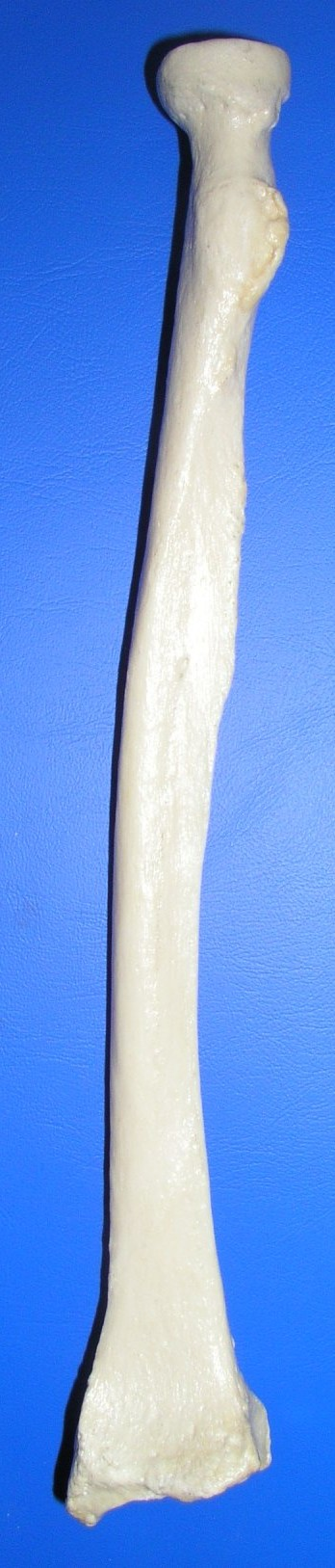
عظم الكعبرة من الأمام.
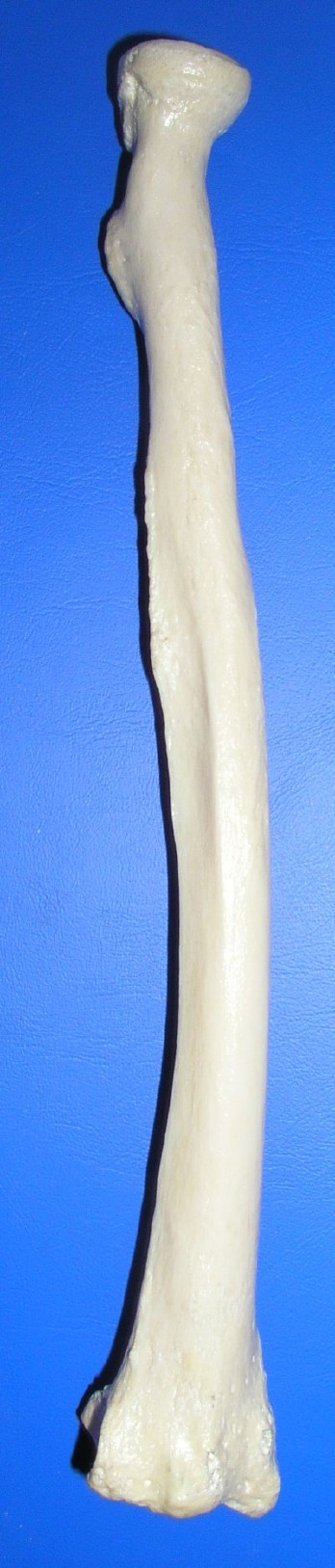
عظم الكعبرة من الخلف.
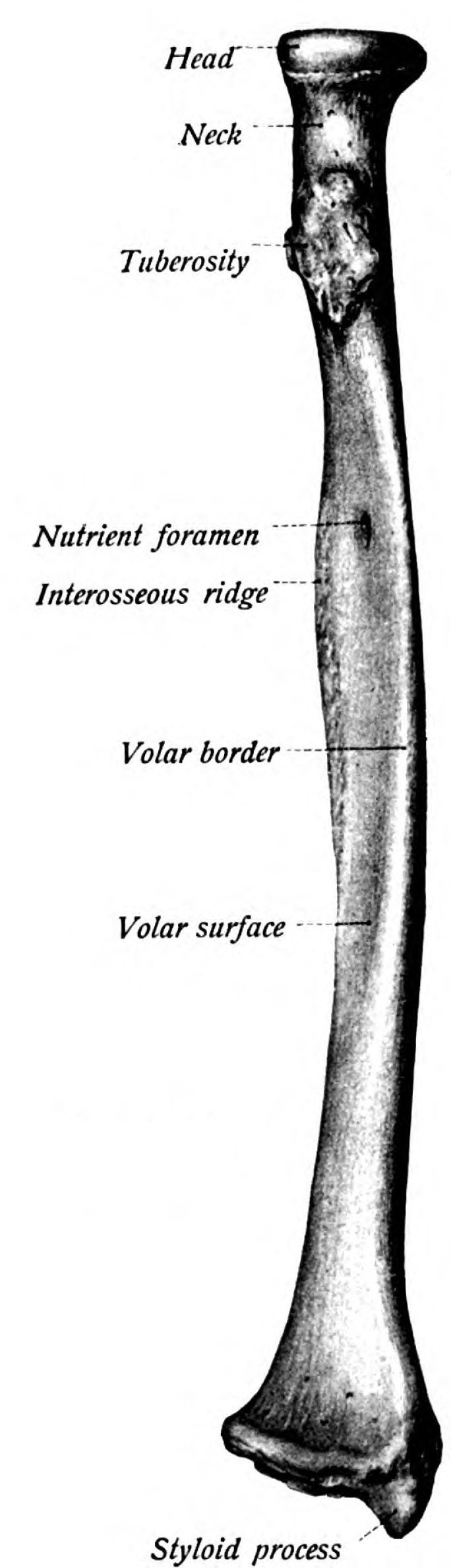
عظم الكعبرة.
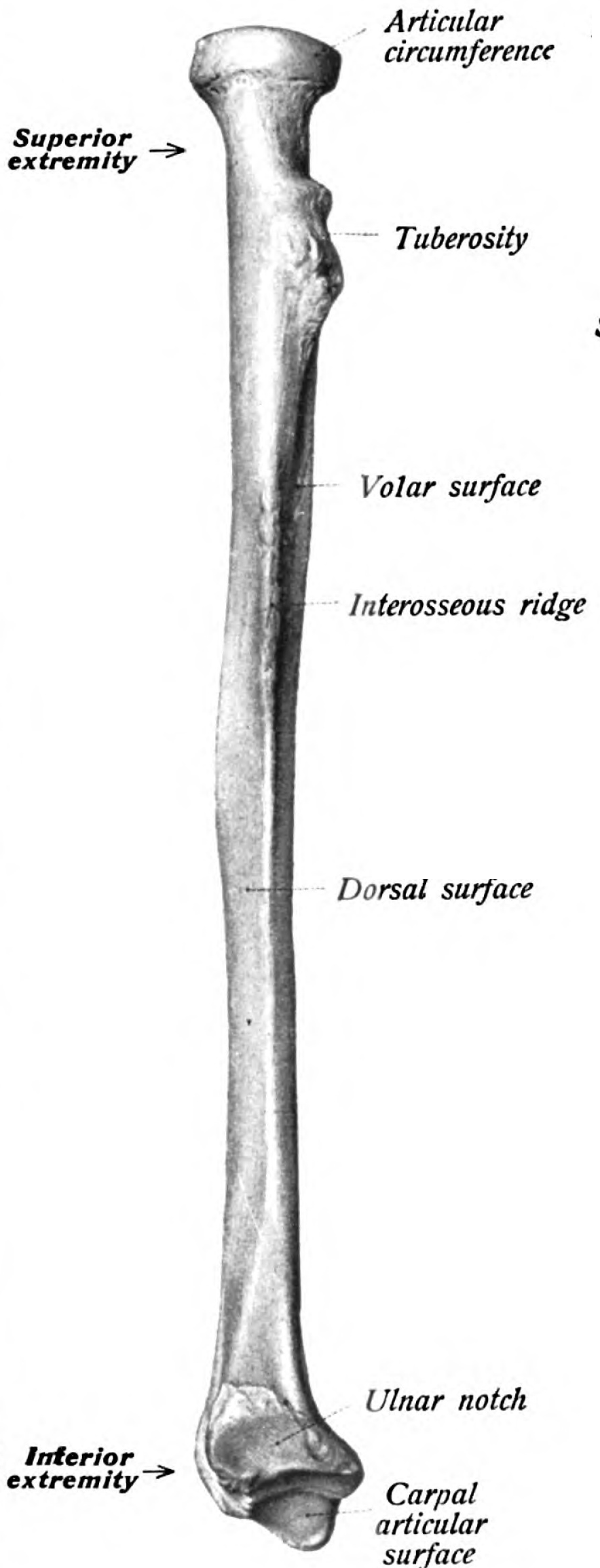
عظم الكعبرة.
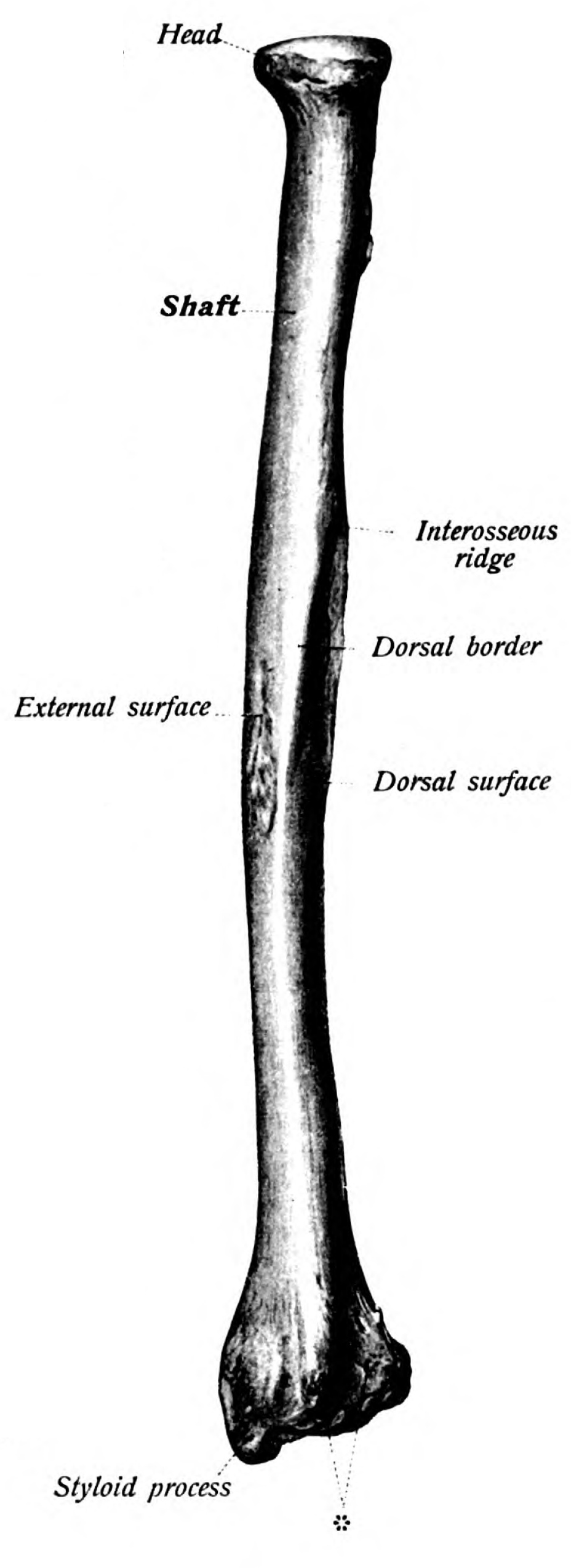
عظم الكعبرة.